# 데이터 보존
데이터 보존(data preservation)은 데이터의 안전성과 무결성을 모두 보존하고 유지하는 행위이다. 보존은 데이터와 해당 메타데이터의 존재와 신뢰성을 보호하고 연장하기 위한 정책, 규정 및 전략에 따라 관리되는 공식적인 활동을 통해 수행된다. 데이터는 지식과 정보가 생성되는 요소 또는 단위로 설명될 수 있으며, 메타데이터는 데이터 요소의 하위 집합 또는 데이터에 대한 데이터를 요약하는 것이다. 데이터 보존의 주요 목표는 데이터가 손실되거나 파괴되지 않도록 보호하고 데이터의 재사용 및 발전에 기여하는 것이다.

## 같이 보기
- 자료 복구
- 북극 세계기록보관소